# 捕鯨砲

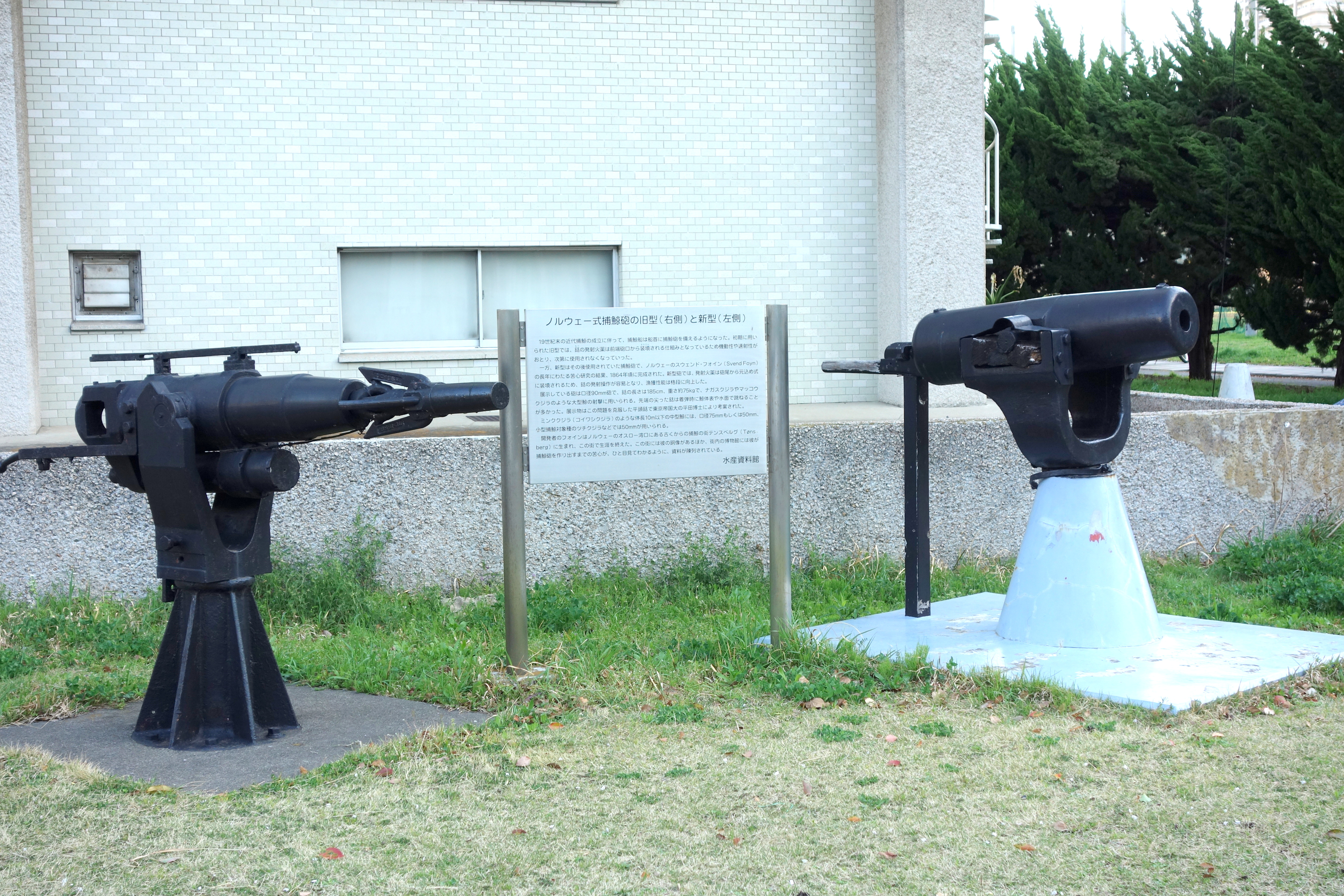
新型（左側：後装式、平頭銛を装着）および旧型（右側：前装式）の新旧2種のノルウェー式捕鯨砲
東京海洋大学付属水産資料館（現：マリンサイエンスミュージアム）の展示品で、新型は閉鎖器・撃発機構を取り外された状態
（2014年4月6日撮影）

捕鯨砲（ほげいほう, 英語: Harpoon cannon）は、火薬の爆発力によって銛を発射し、クジラを捕獲する火工品である。
火薬を用いて銛を発射する方式としては、小型のクジラを対象とする沿岸捕鯨でもライフル銃に類似した小規模のものが用いられているが、それらは「捕鯨銃 （ほげいじゅう, 英語: Harpoon gun」と呼ばれ、「捕鯨砲」と言う場合は大型のクジラを捕獲する沿岸捕鯨及び遠洋捕鯨で使用される大口径のものを指す。日本の漁業法令上は「もりづつ」と称される。

## 歴史
人類の歴史において捕鯨は古代から行なわれていたが、捕殺にはいずれも手投げの銛を使用していた。アメリカでは18世紀から母船式捕鯨によってマッコウクジラを捕獲していたが、やはり手銛、もしくは火薬の力で銛を撃ち出す“ボムランス”(Bomb Lance）、およびこれを発射する捕鯨銃を使う程度であった。
しかし、ナガスクジラ属の鯨は死ぬと海中に沈んでしまうため、このような方法ではクジラを仕留めることはできても鯨体を収容することが不可能であり、これらのクジラは捕鯨の対象とされなかった。
1860年代に、ノルウェー人のスヴェン・フォイン(Svend Foyn)が火薬により銛を射出する道具、即ち捕鯨砲を発明し、船足の速い汽船に装備して捕鯨を行なう方式を考案した。砲から射出される銛は丈夫なロープで船と結ばれているので、捕獲した鯨体を紛失する恐れもない。この捕鯨砲と蒸気動力付きの捕鯨船（キャッチャーボート）の発明は、近代的な商業捕鯨の時代への第一歩となっただけでなく、ナガスクジラ属の鯨の捕獲も可能となり、それらのクジラの生息する南氷洋など遠洋での母船式捕鯨の発達を促した。

## 構造
捕鯨砲は端的に言えば小～中口径の平射砲（直射砲）から弾頭の代わりに銛を発射するものである。銛にはロープが結び付けられており、銛の飛翔に伴ってロープも飛翔し、銛がクジラに命中した後は銛を通じて捕鯨船とクジラを結ぶ。口径は小型鯨類を対象とするものでは50～60mm、大型鯨類用のものでは90mmが多く使用されており、日本では中型鯨類用として75mm口径のものを使用した。
銛は砲口より装填されるが、発射に用いる火薬（装薬/発射薬）は砲尾より薬莢を用いて装填し尾栓（閉鎖器）と呼ばれる装置で砲尾を閉鎖して発射するもの（後装式）と、砲口より銛を装填する際に銛に先行して装填するもの（前装式）がある。また、前装式では別個に装填はせず、銛の後端に発射薬を装着して同時に装填する方式のものもあった。ただし、捕鯨砲は船の舳先に装備する関係上、前装式では速やかな装填ができず、砲が舳先に設置されることから周囲のスペースが限られるため、前装式では作業が面倒な上に危険なために、19世紀以降の大口径のものはほぼ全て後装式である。発射方式としては高圧の圧縮空気やガスを用いる方式も考案されたが、砲の構造が複雑になること（従って砲の整備も面倒になる）や、蓄圧に時間がかかること、また南氷洋などの寒厳な環境では空気圧やガス圧が充分な数値にならないことがある、といった問題から、実用されるものとしては普及しなかった。
捕鯨砲は要求される射程がそれほど長くないため、軍用火砲ほどには強力な発射薬を用いず、反動もさほど強烈ではないため、軍用火砲のような高度な反動吸収機構は備えられていないが、発砲時の反動を緩和する装置（駐退機）は20世紀に作られたものではほとんどが備えている。
射距離が比較的短いことから、軍用火砲のような照尺や間接式照準装置は用いられず、照準には砲の上部に装備された金属製の照準器（オープンサイト）が用いられるのが普通で、稀に光学式の直接照準眼鏡（オプティカルスコープ）がもちられることもある。ただし、光学式のものは砲の設置位置の関係から波飛沫や風雨雪に晒されるためにレンズが汚れることが多く、寒厳な環境では曇りを抑制するのが難しいため、実用性に難があるとされ、使われている例は少ない。軍用火砲では引金（トリガー）もしくは撃発レバーは砲の閉鎖器周辺か砲架の砲を旋回/上下させるための円形ハンドルにあり、必ずしも照準手が操作しない構造になっているものも多いが、捕鯨砲では砲手が照準した最善のタイミングで発砲する必要上、必ず砲手（照準手）が操作し、砲の後方に伸びた操砲ハンドル（旋回/俯仰操作用）に撃発装置があることが基本である。

## 平頭銛

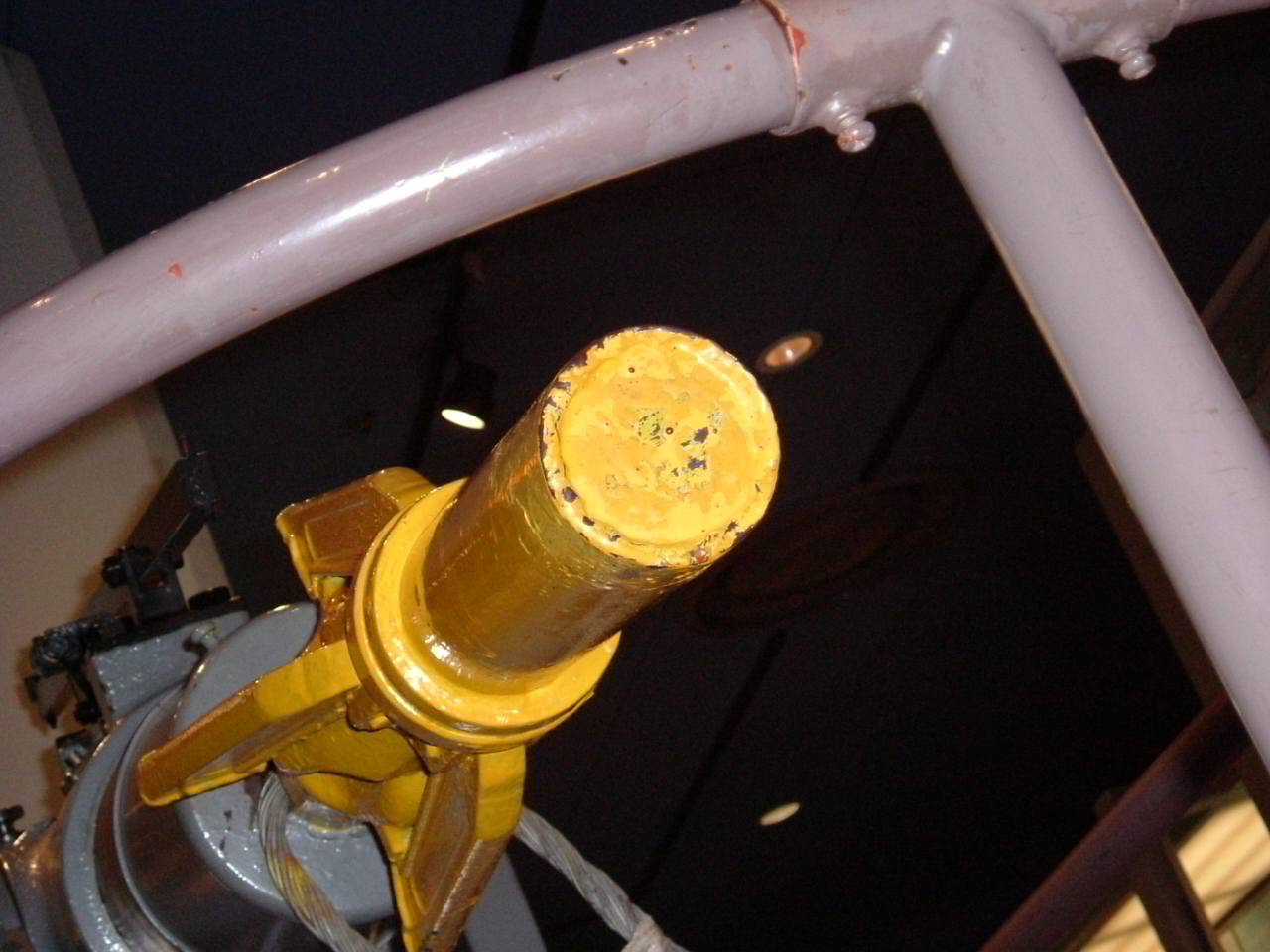
75mm捕鯨砲の平頭銛。船の科学館の展示品
（2009年3月20日撮影）

従来の捕鯨砲は、銛の先端が鋭利であるほどよく命中するという考えで、尖頭銛（せんとうもり）が用いられていたが、鋭く尖った銛を高速で発射すると、水面や鯨体に対する入射角が小さい場合にはしばしば水面や鯨体上で跳ね上がり、うまく命中しない事が珍しくなかった。水面に浅い角度で石を投げると水面上を飛び跳ねて行くのと同じで、摩擦が小さいため運動エネルギーが逃げてしまう結果である。
1951年、東京大学の平田森三が、尖頭銛の先端を切り落として直径10センチ程の平面とした銛を考案し、実際に使用したところ、摩擦が大きくなって跳ね上がりがなくなり、命中率が非常に向上する事がわかった。これが平頭銛（へいとうもり）で、銛は鋭いほど良い、とするそれまでの常識を覆すものであった。実際、当初は砲手や関係者の反発があったが、性能の良さが証明されるとすぐに普及し、外国の捕鯨砲にも採用された。クジラは銛に対して十分大きく、また銛は水や鯨体の抵抗に対して十分に高速で撃ち出されるので、10センチ程度の平面は鯨体への貫入性能においてほとんど問題にならない。 

## 用法

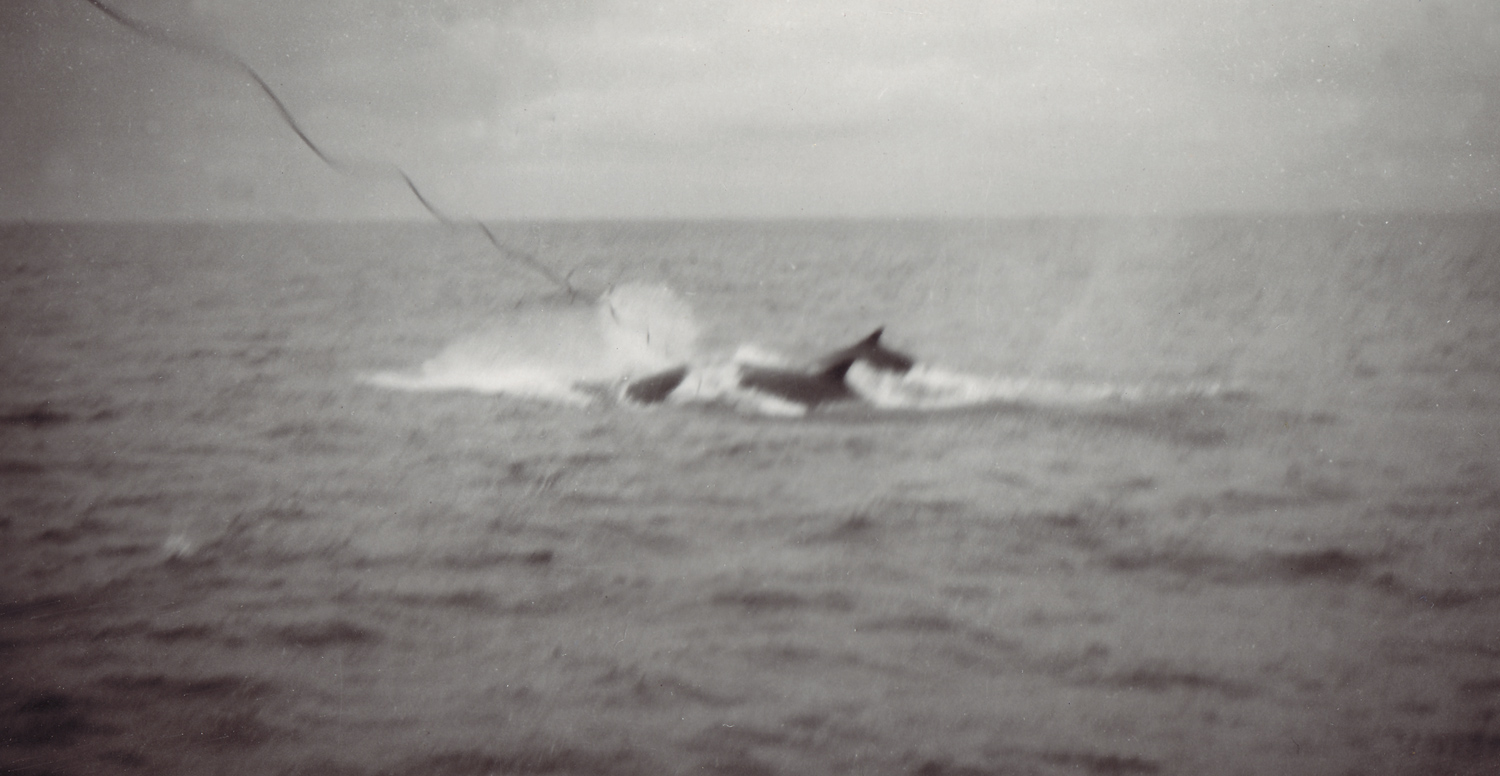
捕鯨砲で発射された銛が命中した瞬間。ロープが伸びているのが分かる。

捕鯨砲自体は、捕鯨船の舳先に装備された砲を人力で操作、照準し、直接弾道（平射）によってクジラに銛を命中させるシンプルなものである。しかし、クジラの遊泳速度は種類によってはかなりの高速であり、移動目標の上に潜行と浮上を繰り返すため、これを的確に把握して命中させることはかなりの熟練が必要で、更に、極力初弾でクジラの急所かつ鯨体の利用価値を損なわない部位に着弾させる必要があるため、高い技量が要求された。このため、砲手は専任であることが通例で、技量の高い砲手は捕鯨船団の“エース”であった。
1発目でクジラが死なない時は直ちに2番銛が装てんされ発射されたが、稀には2番銛が命中してもなお死なず、3番銛・4番銛を撃つ事もあった。そのような場合は銛の火薬の爆発により鯨肉の廃棄部分が多くなる上、砲手にとっても不手際であり不名誉であった。
現在では、クジラに不要な苦痛を与えず即死させるよう、命中と共に高圧電流を流すようになっている。これは電気銛と呼び、1950年代に試行されたが、肉の鮮度が落ちる事がわかり、すぐに使用されなくなった。その後、動物福祉的見地として復活したものである。

## ギャラリー

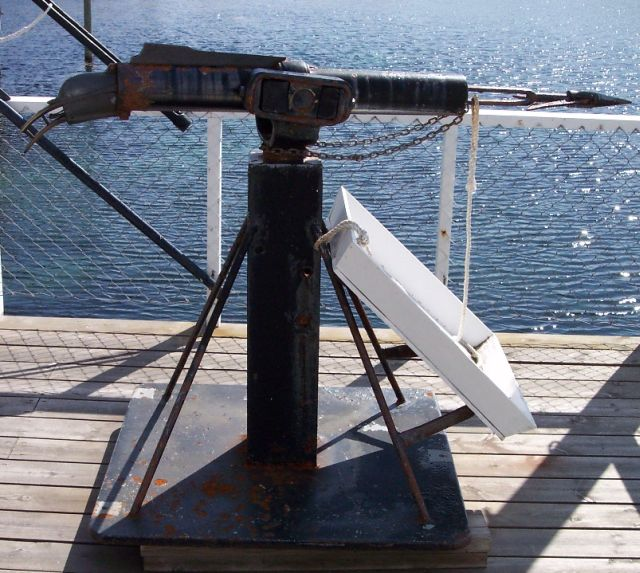
在来型の尖頭銛を用いる方式の捕鯨砲
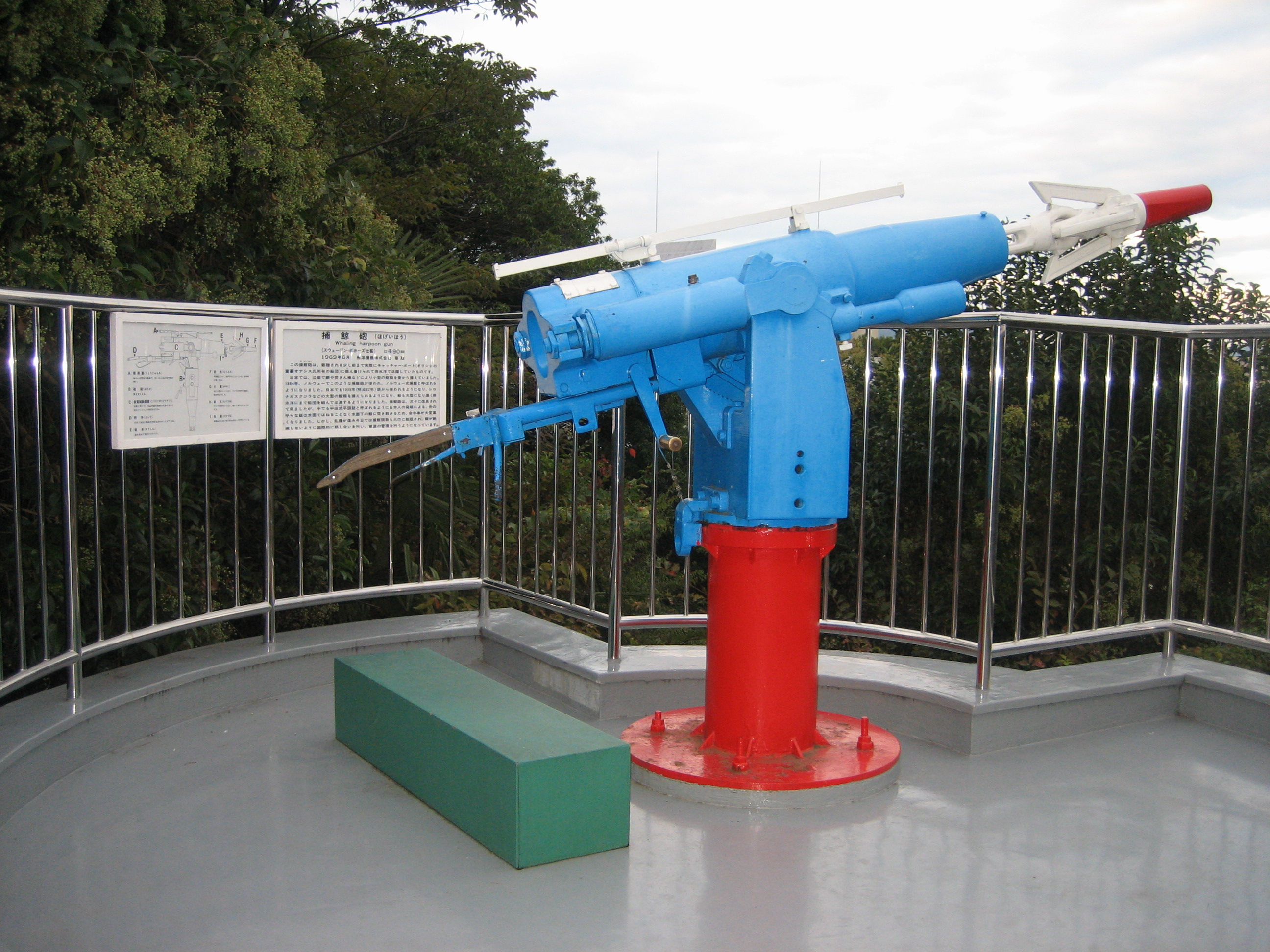
日本の捕鯨船（キャッチャーボート）で用いられていた90mm捕鯨砲（スウェーデン・ボフォース社製）および平頭銛。砲身の左右に駐退器が取り付けられている 姫路市立水族館の展示品 （2008年10月28日撮影）
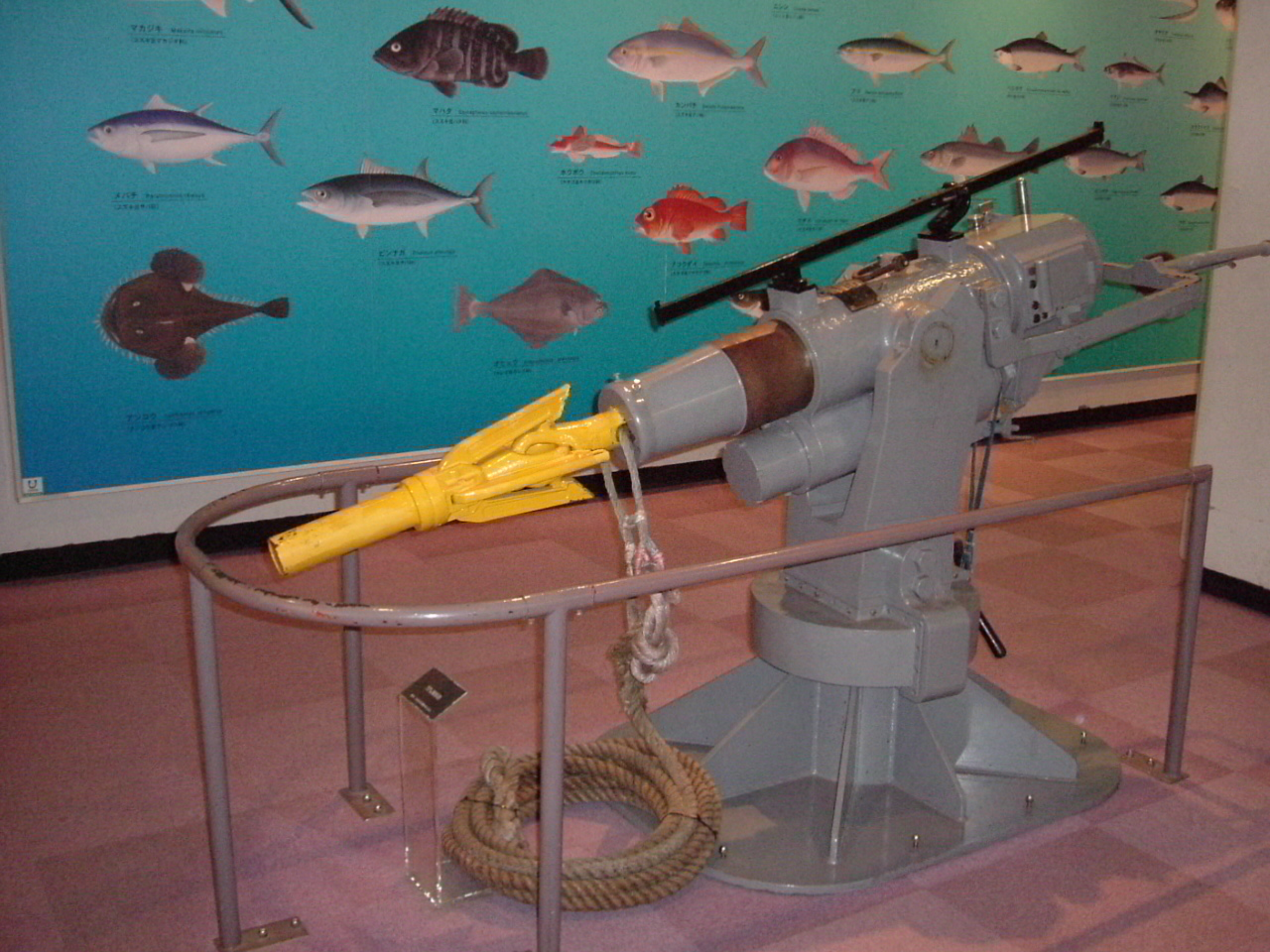
日本で用いられていた75mm捕鯨砲。砲身の下に駐退器があるタイプ。銛は平頭銛の近代型 船の科学館の展示品 （2009年3月20日撮影）
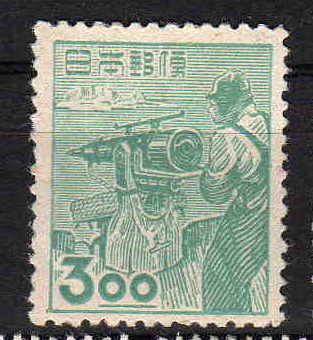
日本郵便3円切手（1949年発行） 捕鯨砲と砲手が描かれている